# Браґі Боддасон
Браґі Старий Боддасон (норв. Bragi Boddason inn Gamli, Браґі син Бодда; нар. I пол. IX ст.) — норвезький поет-скальд раннього Середньовіччя. Вважається першим у Скандинавії скальдом, чиї вірші дійшли до нас, хоча і в уривках. Автор «Драпи про Раґнара». Вірші збереглися тільки в ісландській традиції і є найдавнішими зі збережених скальдичних віршів.

## Життєпис
Про його життя невідомо практично нічого. Браґі згадується у давньоісландських джерелах як предок ряду ісландців, які жили в IX—X ст. Судячи з його місця в родоводах цих ісландців, він жив у першій половині IX ст. У «Ланднамабок» («Книзі про заселення країни») повідомляється, що Браґі був одружений з Лофеною, дочкою Ерпра Лутанді, іншого скальда, який служив шведському королю Ейстену Войовничому. Вони були серед предків пізнішого скальда Ґуннлауґа.
У своїй «Едді» Сноррі Стурлусон цитує безліч строф, які він приписує Браґі Боддасону, який нібито жив при дворах кількох шведських королів: Раґнар Лодброка, Ейстейна Войовничого (швед. Eysteinn beli) і Бйорна Залізний Бік (давньоскан. Björn Járnsíða, швед. Björn Järnsida), які правили в першій половині IX століття.
У «Переліку скальдів» говориться, що Браґі був автором хвалебних пісень про шведських конунґів Ейстейна Войовничого і Бйорна Залізний Бік, але ці пісні не збереглися. Це найдавніші збережені Скальдичеські вірші. Ці пісні не збереглися. У «Сазі про Еґіль» Арінбйорн розповідає, що, коли його предок Браґі накликав на себе гнів шведського конунґа Бйорна, він склав драпу в двадцять вис за одну ніч і «отримав за це свою голову», був помилуваний.

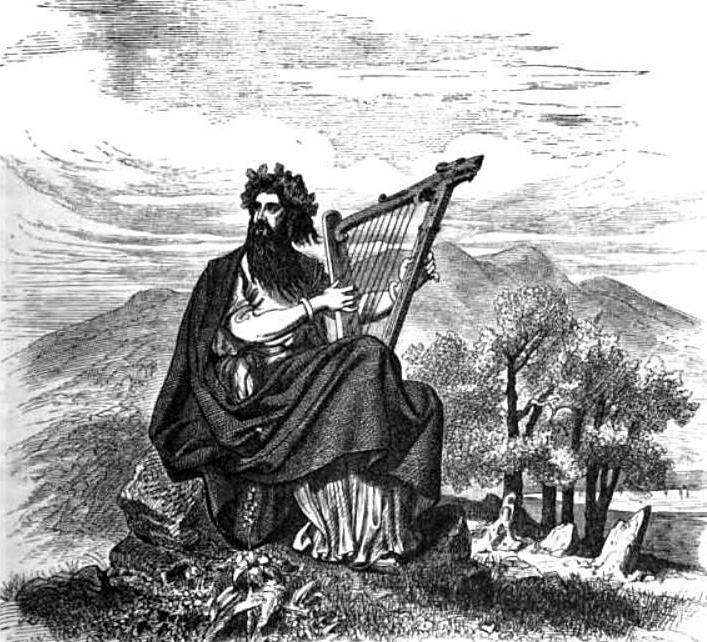
Ас Браґі.

У ісландській традиції (в «Книзі про заселення країни», у «Сазі про Стурлунґах» і в «Сазі про Гальва») збереглась розповідь, в якій Браґі виступає чи то як віщун, то чи як мудрець: він гостює у норвезького конунґа Гйора і, дивлячись на гру трьох хлопчиків Гамунда, Ґейрмунда та Лейва — двох синів цього конунґа і сина рабині, на якого дружина конунґа обміняла своїх синів, виявляє підміну і висловлює це у лаусавісі, котра збереглася. 
| Близнята ці — я переконаний, — Гамунд і Ґейрмунд, то діти Гйора. Одначе Лейв, той третій, є сином Лодгатта. Жінка-кріпачка його народила.[5] |
В ісландській традиції згадується один з асів (богів) на ім'я Браґі. Існує думка, що саме Браґі Боддасон, в усній традиції, перетворився якимось чином на бога поезії.

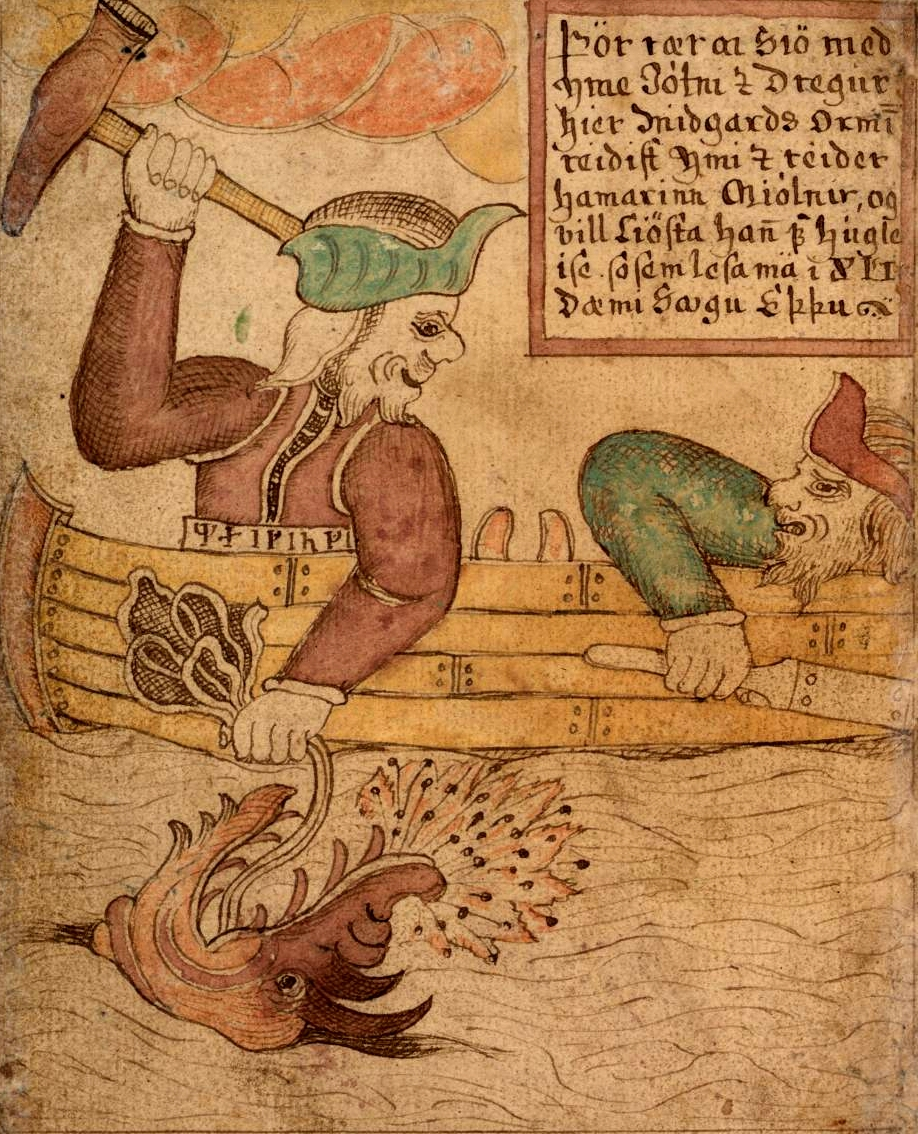
Одна з прикрас щита Раґнара — рибалка Тора

## Драпа про Раґнар
Сноррі Стурлусон особливо часто цитує уривки з творіння Браґі під назвою «Драпа про Раґнар» (давньоскан. Ragnarsdrápa). У драпі про Раґнар описані зображення сцен з героїчних і міфологічних сказань на щиті, отриманому скальдом Браґі Боддасоном у дар від якогось конунґа Раґнара Сіґурдарсона (в «Переліку скальдів» цей Раґнар ототожнюється, швидше за все помилково, з легендарним данським вікінгом Раґнаром Шкіряні Штани). У збережених вісах цієї драпи описуються сцени з переказів, добре відомих по «Старшій Едді» і «Молодшій Едді». Зображення, за описами, включали бій Тора зі змієм Йормунґандом, оранку Ґевйоном ґрунту Швеції, що призвело до відокремлення від Швеції острова Зеландія, напад Гамдіра і Серлі на короля Германаріха і нескінченну битву між Гедін і Гйоґні.